# Comisia Santer
Comisia Santer, condusă de Jacques Santer, a fost Comisia Europeană între 1995 și 1999 15 martie 1999, când a avut loc o demisie în bloc, din cauza unor cercetări efectuate asupra membrilor în domeniul corupției.

## Programare
În 1994, Jacques Delors urma să renunțe la o funcție de succes, în calitate de președinte al Comisiei Europene. Cu toate acestea, stilul său federalist nu era în favoarea multor guverne naționale. De atunci, când a fost prezentată propunerea lui Jean-Luc Dehaene (fostul prim-ministru al Belgiei), el a fost vetoat de Marea Britanie pe motiv că era prea federalist. Jacques Santer, atunci prim-ministru al Luxemburgului, a fost văzut ca fiind mai puțin federalist pe măsură ce președinția sa propunea mai devreme structura pilonului. Prin urmare, a fost numit și aprobat de Consiliul European la 15 iulie 1994.
Prin urmare, el a fost văzut ca fiind "a doua alegere" care și-a slăbit poziția, Parlamentul European aprobându-l doar printr-o majoritate restrânsă. Santer însuși a recunoscut că "nu a fost prima alegere - dar să devină președinte al Comisiei nu a fost prima mea alegere." Totuși, el și-a mărit puterile asupra nominalizărilor pentru ceilalți comisari. Președintele a obținut această putere în temeiul Tratatului de la Maastricht, care a intrat în vigoare în anul precedent. La 18 ianuarie 1995, Comisia a fost aprobată de Parlament cu 416 de voturi pentru 103 (majoritate majoră față de cea preconizată) și au fost numiți de Consiliu la 23 ianuarie. 

## Componență
În afara lui Jacques Santer, care a fost președintele comisiei, celelalte 19 posturi au fost ocupate astfel:
- Manuel Marin, Relațiile cu Mediterana de Sud, America Latină și Orientul Mijlociu  (Vice-Președinte)
- Leon Brittan, Afaceri Externe (Vice-Președinte)
- Neil Kinnock, Transport
- Hans van den Broek, Relația cu Europa Centrală și de Est
- João de Deus Pinheiro, Relația cu Țările Africane, Caraibiene și Pacifice
- Martin Bangemann, Afaceri industriale, Informații și Tehnologii de Telecomunicații
- Franz Fischler, Agricultură și Dezvoltare Rurală
- Mario Monti, Piața Internă
- Monica Wulf-Mathies, Politica Regională
- Ritt Bjerregaard, Mediu
- Edith Cresson, Cercetare, Știință și Tehnologie
- Anita Gradin, Imigrare, Justiție și Afaceri Interne
- Marcelino Oreja, Relația cu Parlamentul European, Cultură și Politica Audiovizuală
- Pádraig Flynn, Angajări și Afaceri Sociale
- Karel van Miert, Politica în Domeniul Concurenței
- Christos Papoutsis, Energie și Turism
- Erkki Liikanen, Buget, Salariați și Administrație
- Yves-Thibault de Silguy, Afaceri Economice și Financiare
- Emma Bonino, Politica Consumatorilor și Protecția Sănătății Consumatorului

## Munca timpurie
Comisia Santer a supravegheat dezvoltarea Tratatului de la Nisa înainte de a fi semnat în 2000, negocierile cu acele țări în vederea aderării în 2004 și semnarea Tratatului de la Amsterdam în 1997.
În special, a contribuit la dezvoltarea monedei euro și a emis o serie de lucrări verzi pe baza lucrărilor comisarului Yves-Thibault de Silguy. De asemenea, Comisia a elaborat simbolul monedei euro. Euro a fost înființat în 1999-01-01. De asemenea, Comisia a continuat agenda socială a Delors, a impus mai multe competențe în acest domeniu, inclusiv abordarea problemei șomajului și a început propuneri de reformă a politicii agricole comune.
Santer, dorind un slogan care să poată fi citat pentru administrația sa, a declarat că scopul Comisiei este "să facă mai puțin, dar să o facă mai bine" (un slogan adoptat și adaptat de mulți de atunci).  Cu toate acestea, în cursul anului 1998, Comisia a început să piardă autoritatea din cauza criticilor de gestionare din partea Parlamentului.
| Precedat(ă) de: Comisia Delors | Comisia Europeană | Succedat(ă) de: Comisia Prodi |